# Basilio I Scamandreno
Basilio I Scamandreno (in greco Βασίλειος Σκαμανδρηνός?; ... – Scamandro, marzo 974) è stato un vescovo bizantino, Patriarca ecumenico di Costantinopoli dal 970 fino al 974.
Prima della sua elezione come Patriarca, era un monaco in Siria e anche dopo la sua elezione, continuò la propria vita monastica. Durante il suo patriarcato, fu accusato di cospirare contro l'imperatore e di violare le prerogative sacre. Rifiutatosi di presentarsi dinanzi ad un tribunale reale, fu mandato in esilio presso il monastero di Scamandro, dove morì.
Durante il suo patriarcato, fu redatto il Tragos, un rotolo di pergamena dove viene sancita l'indipendenza perpetua del monte Athos.